# August Wehrt (Lithograf)

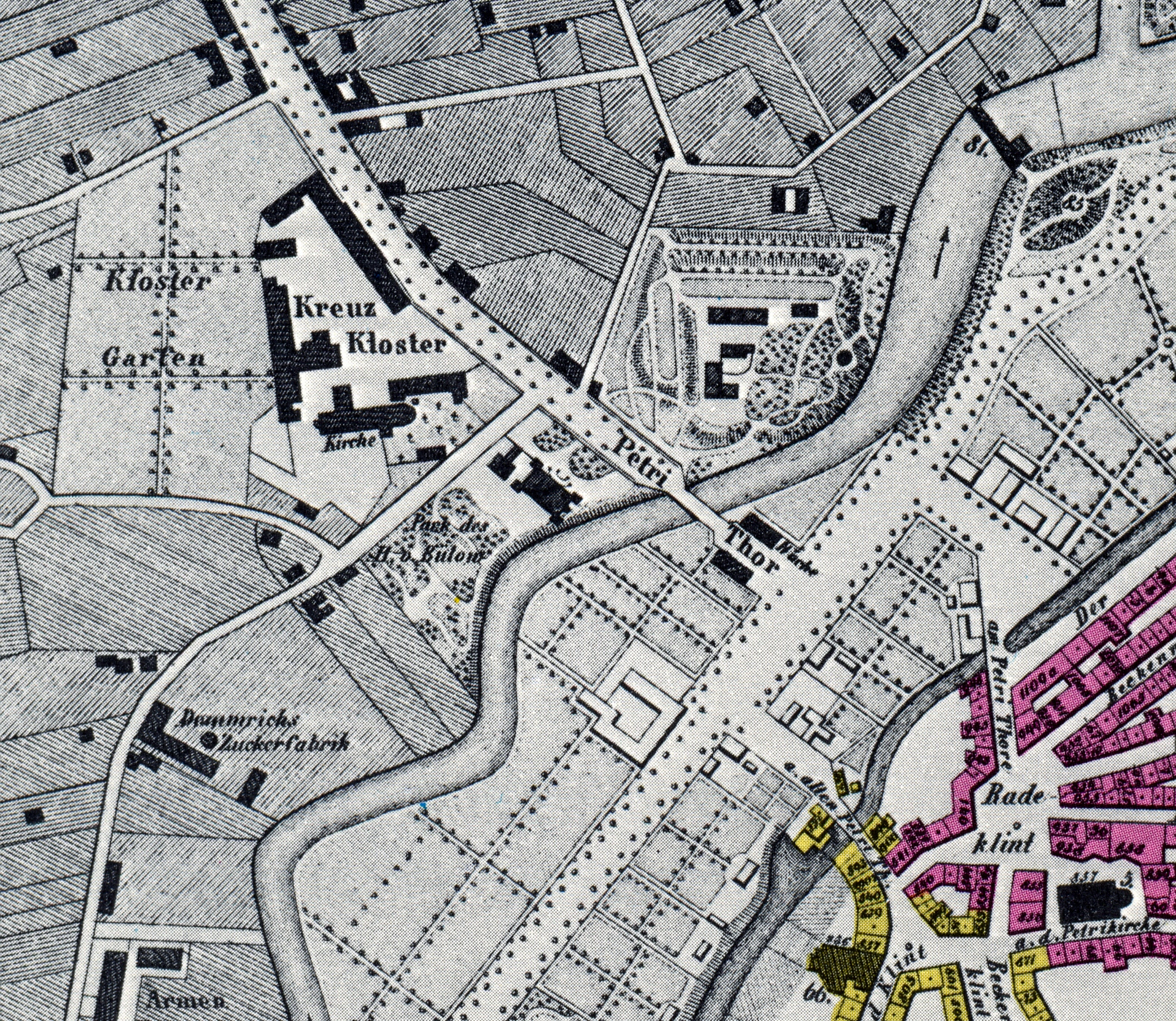
Ausschnitt des 1844 von August Wehrt veröffentlichten Plan von Braunschweig und seiner nächsten Umgebung. Zu sehen der nordöstliche Teil des Okerumflutgrabens. Stadtauswärts an der Straße Petri Thor (im Zentrum) unmittelbar links davon die Villa von Bülow und das Kreuzkloster. Rechts unten in der Ecke der Radeklint mit Südklint, Bäckerklint und Petri-Kirche.

Georg August Wehrt (* 9. Januar 1795 in Braunschweig; † 16. März 1856 ebenda) war ein deutscher Mathematiker, Zeichenlehrer und Lithograf. 1826 gründete er in Braunschweig den Verlag August Wehrt, der bis 1968 bestand.

## Biografie
August Wehrt war der Sohn eines Kleiderhändlers. Ab 1817 studierte er Bauwissenschaften am Collegium Carolinum in Braunschweig. Seinen Lebensunterhalt verdiente er sich anschließend als Privatlehrer für Mathematik und Zeichnen. Aus Begeisterung für die neue Technik der Lithografie gründete er 1826 in seiner Geburtsstadt eine Druckerei, in der unter anderem Landkarten, Bilder aktueller Ereignisse und Illustrationen für Bücher erstellt wurden. Ab 1843 war Wehrt auch Herausgeber der illustrierten Zeitschrift Gallerie des Schönen und Nützlichen. Besonders beliebt waren seine Bilder von Braunschweig und Umgebung nach Entwürfen des Braunschweiger Landschaftsmalers und Lithografen Wilhelm Pätz. Wehrts Druckerei befand sich zuletzt Kreuzstraße 67. Von besonderer Bedeutung ist Wehrts 1844 entstandener Plan von Braunschweig mit seinen nächsten Umgebungen. Ein Stadtplan im Maßstab 1:6300.